# Necator americanus
Necator americanus es una especie de helminto del género Necator, clasificado dentro del filo Nematoda. Es un parásito que vive en el intestino delgado de huéspedes, como los humanos, cerdos, perros y gatos, produciendo la enfermedad llamada necatoriasis. Junto con el Ancylostoma duodenale son los ancilostomas (Uncinarias) que afectan con más frecuencias a los humanos; Necator americanus es más prevalente en el Nuevo Mundo, mientras el Ancylosthoma duodenale, lo es en el Viejo Mundo. Son bastante similares difiriendo únicamente en su distribución geográfica, las estructuras de la boca y el tamaño.
Necator americanus, se ha propuesto como una alternativa para el Trichuris suis en la terapia con helmintos.

## Morfología
Este parásito posee dos placas cortantes dorsales y dos ventrales alrededor del margen anterior de la cápsula bucal. También tiene un par de dientes a nivel subdorsal y un par a nivel subventral localizados cerca del extremo posterior. Los machos tienen usualmente 7 a 9 mm de longitud. La vida promedio de estos parásitos oscila entre 3 y 5 años. Pueden producir entre 5.000 a 10.000 huevos por día.

## Ciclo de vida
Este gusano se origina a partir de un huevo anembrionado en el suelo. Bajo condiciones favorables, después de 24 a 48 horas, los huevos se tornan embrionados y eclosionan. La primera etapa juvenil de su existencia se le llama rabditiforme (en forma de bastón). Las larvas rabditiformes crecen y mudan en el suelo, transformándose en la segunda etapa juvenil. En la segunda etapa, mudan una vez más alcanzando la tercera etapa juvenil, también llamada filariforme (en forma de filaria). Esta última es la forma infecciosa. La transformación de la forma rabditiforme a la filariforme toma de 5 a 10 días. Esta forma larvaria es capaz de penetrar la piel humana, migrar por el torrente sanguíneo y alcanzar el pulmón pasando por el ventrículo derecho del corazón. Una vez ahí, perforan y penetran la cavidad alveolar y ascienden por la tráquea donde son deglutidos descendiendo hasta el intestino delgado. En este sitio maduran y se convierten en adultos asiéndose a la pared intestinal, alimentándose de sangre, causando en casos severos una disminución significatriva de las cifras de hemoglobina al huésped ya que cada gusano es capaz de ingerir entre 0,35 a 0,65 ml de sangre al día. Los huevos terminan en el suelo, dejando el cuerpo a través de las heces. En promedio, la mayoría de los gusanos adultos son eliminados en 1 a 2 años. El ciclo de vida de N. americanus difiere ligeramente del A. duodenale. N. americanus no desarrolla defensas en los huéspedes inmunes, siendo esto necesario, para su migración a través de los pulmones. 

## Epidemiología
N.americanus fue descubierto inicialmente en Brasil y posteriormente encontrado también en Texas y los llanos de Venezuela. Fue descrito también en nativos de África, China, islas del pacífico sur, India y el Sudeste de Asia. Es un parásito de tipo tropical y es una especie común en los humanos. Aproximadamente el 95% de los ancilostomas encontrados en el sudeste de los Estados Unidos son N.americanus. Este parásito es encontrado en humanos, pero también se halla en cerdos, perros y gatos. 
La trasmisión de Necator americanus requiere el depósito de heces con huevos en suelos sombreados y bien drenados y su desarrollo es favorecido por condiciones del clima tropical como el calor y humedad. Por esta razón las infecciones alrededor del mundo son frecuentemente reportadas en sitios donde ocurre contacto con suelos contaminados.

## Síntomas
Cuando los gusanos adultos se adosan a las vellosidades del intestino delgado, succionan la sangre del huésped, lo que puede causar dolor abdominal, diarrea, cólicos y perdida de peso que pueden producir anorexia. Las infestaciones severas pueden causar deficiencia de hierro y anemia microcitica hipocrómica. Este tipo de anemia en los niños puede generar retardo psíquico y físico.

## Diagnóstico en laboratorio
La técnica más común de diagnóstico para Necator americanus es mediante la toma de una muestra de materia fecal, fijarla en formalina al 10% y concentrarla con la técnica de sedimentación con etilacetato de formalina, recogiendo entonces el sedimento para verlo al microscopio. Sin embargo los huevos de A. duodenale y N. americanus no pueden ser distinguidos entre sí, lo que puede hacerse por medio de la identificación de las larvas. Estas pueden ser encontradas en la materia fecal hasta que las muestras permanezcan a temperatura ambiente por un día o más.

## Prevención
Para una prevención efectiva son esenciales la educación, instauración de buenas condiciones sanitarias y la disposición adecuada de los excrementos humanos. En forma adicional, el uso de calzado en zonas endémicas ayuda a reducir la ocurrencia de la infección.

## Tratamiento
La parasitosis por N. americanus puede ser tratada con benzimidazoles, albendazol y mebendazol. Una dosis oral de tetracloroeteno con el estómago vacío puede eliminar hasta el 90% de los parásitos. El medicamento alternativo es el pamoato de pirantel. La crioterapia es otro tratamiento usado para matar estos nemátodos. En los casos severos de anemia puede requerirse transfusión de sangre. Las infecciones leves generalmente permanecen sin tratamiento en áreas donde la reinfección es frecuente. Los suplementos de hierro y una dieta rica en proteínas acelera el proceso de recuperación. En un estudio de casos que involucró a 60 hombres con Trichuris trichiura y/o N. americanus, mostró que tanto el albendazol como el mebendazol eran 90% efectivos para curar la T. trichiura. Sin embargo, el albendazol tenía una tasa de curación del 95% para N. americanus, mientras el mebendazol solo tenía una porcentaje de cura del 21%. Esto sugiere que el albendazol es más efectivo para el tratamiento de la infección combinada de T. trichiura y N. americanus.